# HD 46727
HD 46727，又名CD-38 2730，SAO 196930、HR 2407，是一颗恒星，视星等为6.44，位于銀經247.03，銀緯-19.88，其B1900.0坐标为赤經6h 29m 48.5s，赤緯-38° -19.88′ 54″。